# محوطه آردکان‌تپه
محوطه آردکان تپه مربوط به دوران‌های تاریخی پس از اسلام است و در شهرستان طالقان، روستای آردکان واقع شده و این اثر در تاریخ ۱۲ بهمن ۱۳۸۱ با شمارهٔ ثبت ۷۰۸۷ به‌عنوان یکی از آثار ملی ایران به ثبت رسیده است.